# Стефані Девіль
Стефані Девіль (нар. 24 липня 1976) — колишня бельгійська тенісистка.
Найвищу одиночну позицію світового рейтингу — 61 місце досягла 17 березня 1997, парну — 182 місце — 14 липня 1997 року.
Найвищим досягненням на турнірах Великого шолома було 2 коло в одиночному розряді.

## Фінали ITF
| турніри $50,000 |
| турніри $25,000 |
| турніри $10,000 |

### Одиночний розряд: 11 (8–3)
| Результат | Ранг | Дата             | Турнір             | Покриття | Суперниця у фіналі | Рахунок          |
| Перемога  | 1.   | 14 червня 1993   | Авейру, Португалія | Ґрунт    | Олів'я де Камаре   | 6–3, 4–6, 6–7(7) |
| Поразка   | 2.   | 16 серпня 1993   | Коксейде, Бельгія  | Ґрунт    | Маріана Діас-Оліва | 1–6, 3–6         |
| Поразка   | 3.   | 8 серпня 1994    | Ребек, Бельгія     | Ґрунт    | Река Відатс        | 2–6, 6–3, 3–6    |
| Поразка   | 4.   | 21 серпня 1994   | Коксейде, Бельгія  | Ґрунт    | Анна Кремер        | 1–6, 4–6         |
| Перемога  | 5.   | 14 серпня 1995   | Карфаген, Туніс    | Ґрунт    | Сінтія Торторелла  | 6–2, 7–5         |
| Перемога  | 6.   | 13 травня 1996   | Бордо, Франція     | Ґрунт    | Анн-Гель Сідо      | 6–4, 7–5         |
| Перемога  | 7.   | 16 липня 1996    | Будапешт, Угорщина | Ґрунт    | Нелле ван Лоттум   | 6–2, 6–2         |
| Перемога  | 8.   | 7 жовтня 1996    | Седона, США        | Тверде   | Лакшмі Порурі      | 1–6, 6–2, 7–6(5) |
| Перемога  | 9.   | 2 листопада 1998 | Мулен, Франція     | Тверде   | Беранжер Карпаншиф | 1–6, 6–4, 6–1    |
| Перемога  | 10.  | 19 квітня 1999   | Желос, Франція     | Ґрунт    | Марта Марреро      | 3–6, 6–1, 7–5    |
| Перемога  | 11.  | 26 червня 2000   | Велп, Нідерланди   | Ґрунт    | Ніколе Мельх       | 7–6(4), 6–1      |

### Парний розряд: 1 (1–0)
| Результат | Ранг | Дата          | Турнір                                  | Покриття | Партнерка     | Суперниці                     | Рахунок  |
| --------- | ---- | ------------- | --------------------------------------- | -------- | ------------- | ----------------------------- | -------- |
| Перемога  | 1.   | 20 липня 1998 | Брюссельський столичний регіон, Бельгія | Ґрунт    | Кім Клейстерс | Марія Бобоєдова Олена Крутько | 6–1, 7–5 |